# Algirdas Saudargas
Algirdas Saudargas (ur. 17 kwietnia 1948 w Kownie) – litewski dyplomata, polityk, minister spraw zagranicznych w latach 1990–1992 i 1996–2000, poseł do Parlamentu Europejskiego VII i VIII kadencji. Ojciec Pauliusa Saudargasa.

## Życiorys
W 1972 ukończył studia w zakresie biofizyki w Kowieńskim Instytucie Medycznym, po których pracował w ośrodkach akademickich i naukowo-badawczych: w Instytucie Matematyki i Cybernetyki Litewskiej Akademii Nauk (1972–1977), jako wykładowca matematyki w Litewskiej Akademii Rolniczej (1977–1982), jako pracownik naukowy kowieńskiej filii instytutu badawczego związków chemicznych (1982–1986) oraz pracownik naukowy centralnego laboratorium naukowo-badawczego oraz laboratorium neurochirurgicznego Kowieńskiego Instytutu Medycznego (1986–1990).
Od 1988 zaangażowany w działalność Sąjūdisu. W 1989 był jednym z współzałożycieli Litewskiej Partii Chrześcijańsko-Demokratycznej. W latach 1995–1999 pełnił funkcję jej przewodniczącego. W 2001 po zjednoczeniu partii ze Związkiem Chrześcijańskich Demokratów został wiceprzewodniczącym Litewskich Chrześcijańskich Demokratów.
W 1990 wybrano go do Rady Najwyższej Litewskiej SRR, przekształconej następnie w Sejm niepodległej Litwy. Był jednym z sygnatariuszy Aktu Przywrócenia Państwa Litewskiego z 11 marca 1990. W marcu 1990 w pierwszym rządzie niepodległej Litwy kierowanym przez Kazimiirę Prunskienė objął funkcję ministra spraw zagranicznych. Stanowisko zachował w trzech kolejnych gabinetach do grudnia 1992. W czasie pobytu w Warszawie w styczniu 1991 otrzymał upoważnienie do organizowania rządu emigracyjnego w razie zaistnienia nadzwyczajnych okoliczności w związku z trwającą interwencją wojsk radzieckich na Litwie.
W latach 1992, 1996 i 2000 był wybierany do Sejmu kolejnych kadencji jako kandydat Litewskiej Partii Chrześcijańsko-Demokratycznej. Od 1996 do 2000 ponownie pełnił funkcję ministra spraw zagranicznych w trzech kolejnych gabinetach. W latach 2004–2008 był ambasadorem Republiki Litewskiej przy Stolicy Apostolskiej.
W 2008 poparł akces chadeków do Związku Ojczyzny. Jako kandydat tej partii uzyskał w następnym roku mandat deputowanego w wyborach do Parlamentu Europejskiego. W 2014 z powodzeniem ubiegał się o reelekcję na VIII kadencję.

## Odznaczenia
- Krzyż Komandorski z Gwiazdą Orderu Zasługi Rzeczypospolitej Polskiej (Polska, 1997)[4]
- Order Księcia Jarosława Mądrego II klasy (Ukraina, 1998)[5]